# Django (film)
 For alternative betydninger, se Django. (Se også artikler, som begynder med Django)
Django er en fransk film om Django Reinhardt liv fra 2017, filmen er instrueret af Étienne Comar. Filmen blev valgt til at åbne den 67'ende Berlin International Film Festival

## Medvirkende
- Reda Kateb som Django Reinhardt
- Cécile de France som Louise de Klerk
- Bea Palya som Naguine
- Johnny Montreuil som Joseph Reinhardt
- Raphaël Dever som Vola
- Patrick Mille som Charlie Delaunay
- Àlex Brendemühl som Hans Biber
- Ulrich Brandhoff som Hammerstein